# Ministerium Doblhoff

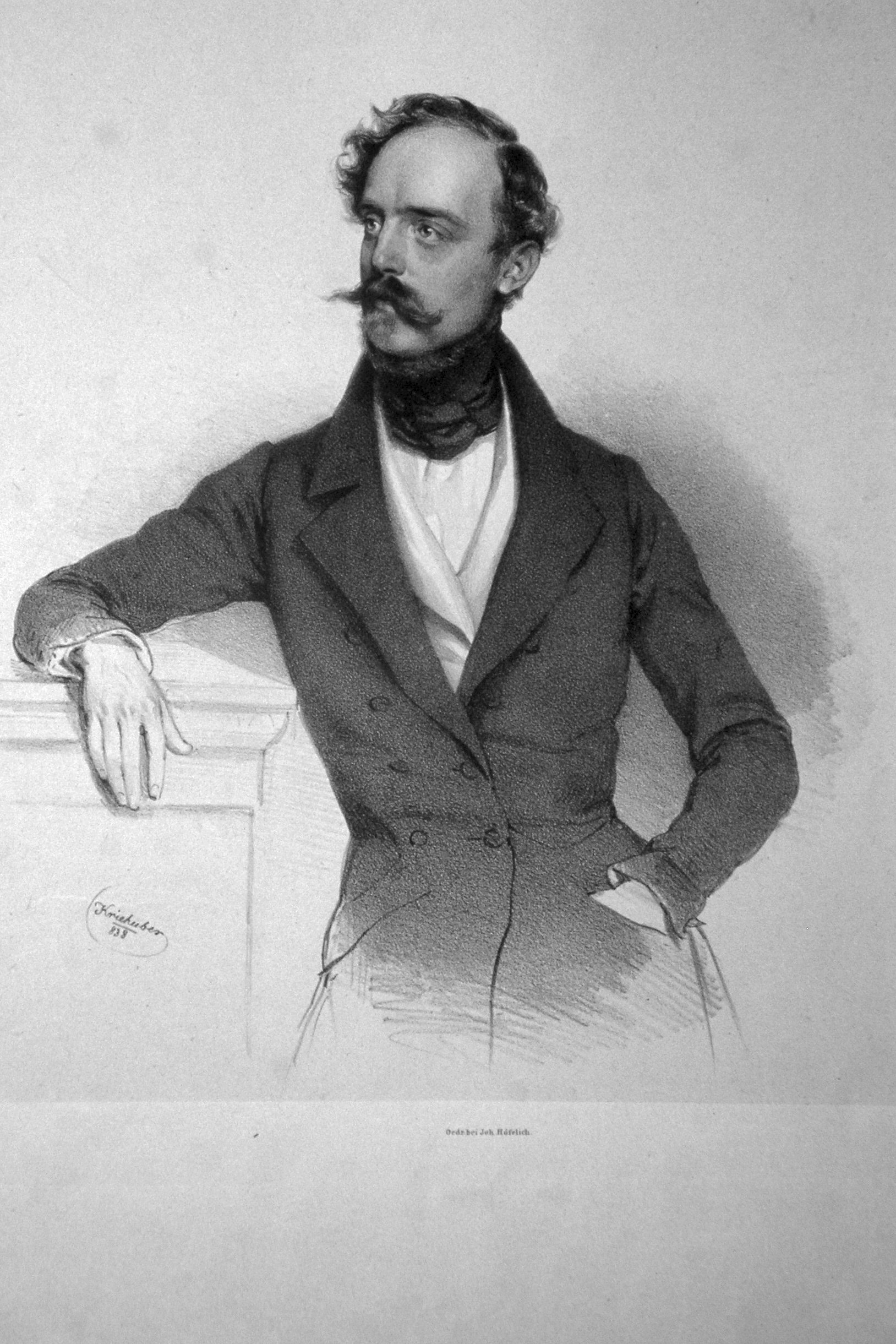
Von Doblhoff-Dier; Lithographie von Kriehuber (1838)

Das Ministerium Doblhoff des Kaisertums Österreich unter dem Vorsitz von Ministerpräsident Anton von Doblhoff-Dier amtierte vom 8. Juli bis zum 18. Juli des Jahres 1848.

## Geschichte
Sein Vorgänger Franz von Pillersdorf wurde am 4. Mai 1848 zum Ministerpräsidenten ernannt. Die von Pillersdorf geschaffene liberale Verfassung vom 25. April 1848 (Pillersdorfsche Verfassung) für die cisleithanischen Länder konnte jedoch weder den Revolutionären noch der Krone genügen, worauf dieser am 8. Juli von seinem Amt als Ministerpräsident zurücktrat. Ihm folgte Doblhoff-Dier im Amt des Ministerpräsidenten. Anton von Doblhoff-Dier versah kurzfristig auch das Innen- und Kultusministerium. Bereits am 18. Juli des Jahres 1848 trat er zurück, ihm folgte Johann von Wessenberg als Ministerpräsident.

## Mitglieder des Ministerrats
- Anton von Doblhoff-Dier (1800–1872), Ministerpräsident sowie Innen- und Kultusminister (provisorisch)
- Franz von Pillersdorf (1786–1862), Minister des Innern, nur noch provisorisch
- Johann von Wessenberg (1773–1858), Minister des Äußeren
- Theodor Baillet de Latour (1780–1848), Kriegsminister
- Philipp von Krauß (1792–1861), Finanzminister
- Andreas von Baumgartner (1793–1865), Minister für öffentliche Arbeiten und das Bergwesen
- Franz Seraph von Sommaruga (1780–1860), Minister für Kultus und Justiz, nur noch provisorisch